# Taunton St James
Taunton St James var en civil parish fram till 1885 då den blev en del av Taunton St James Within, Taunton St James Without, Staplegrove och Kingston, i grevskapet Somerset, i England. Civil parish hade 7 067 invånare år 1881.